# La Milla del Páramo
La Milla del Páramo es una localidad de España perteneciente al municipio de Bustillo del Páramo, en la provincia de León, comunidad autónoma de Castilla y León. Algunas de sus celebraciones más populares son la fiesta de la Virgen de las Angustias y la romería de El pendón.

## Situación
Se accede por la carretera CV-194-2.
Limita al N con San Martín del Camino; al S con Bustillo del Páramo; al SO con Acebes del Páramo y al O con Villavante.

## Evolución demográfica
| 2000 | 2001 | 2002 | 2003 | 2004 | 2005 | 2006 | 2007 | 2008 | 2009 | 2010 | 2011 |
| 270  | 261  | 256  | 247  | 237  | 233  | 228  | 228  | 224  | 218  | 217  | 215  |

- Datos: Q5964357